# La Cuisinière
Pour les articles homonymes, voir La Cuisinière (homonymie).
La Cuisinière est un tableau réalisé par le peintre français Jean Siméon Chardin en 1738. Cette huile sur toile de format vertical représente une jeune femme assise dans une cuisine, où elle épluche des navets au couteau. Elle est exposée au Salon de peinture et de sculpture de 1739, à Paris, sous le titre La Ratisseuse de navets. Don de la Samuel H. Kress Foundation en 1952, elle est conservée à la National Gallery of Art, à Washington, aux États-Unis.

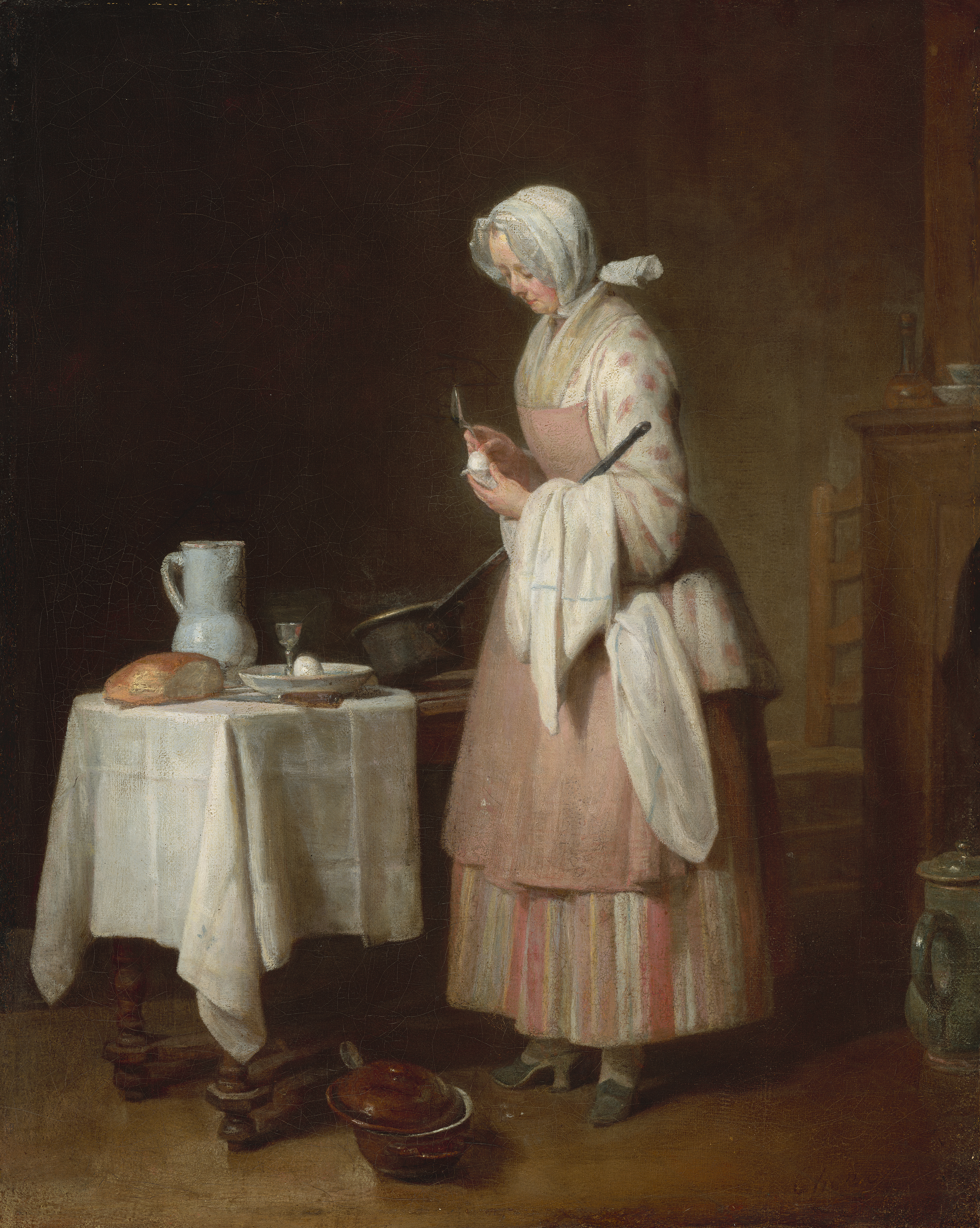
La Garde attentive, 1738 – National Gallery of Art, Washington